# Берлинер (формат)
Берли́нер (англ. Berliner) — формат газетной бумаги размером 315 × 470 мм (12,4 × 18½ дюйма).
Используется газетами Le Monde во Франции, La Repubblica и La Stampa в Италии, De Morgen в Бельгии, The Guardian в Великобритании, «Га-Арец» в Израиле, Vjesnik в Хорватии, Journal & Courier в США (г. Лафайетт, штат Индиана), Jornal do Brasil в Бразилии, Türkiye Gazetesi в
Турции.
В Европе иногда вводит в замешательство то, что газета Berliner Zeitung часто упоминается просто как Berliner, но она не печатается на бумаге формата берлинер, её название происходит от города Берлин и противопоставлялось, в начале XX века, размерам North German и French. Фактически, только две германских национальных газеты используют формат берлинер: это Die Tageszeitung (также известная как taz) и Junge Welt, перешедшая на берлинер с 2004 года. Большинство национальных ежедневных газет использует больший формат бумаги, известный как nordisch с размерами 400 × 570 мм.